# Blue-eyed soul

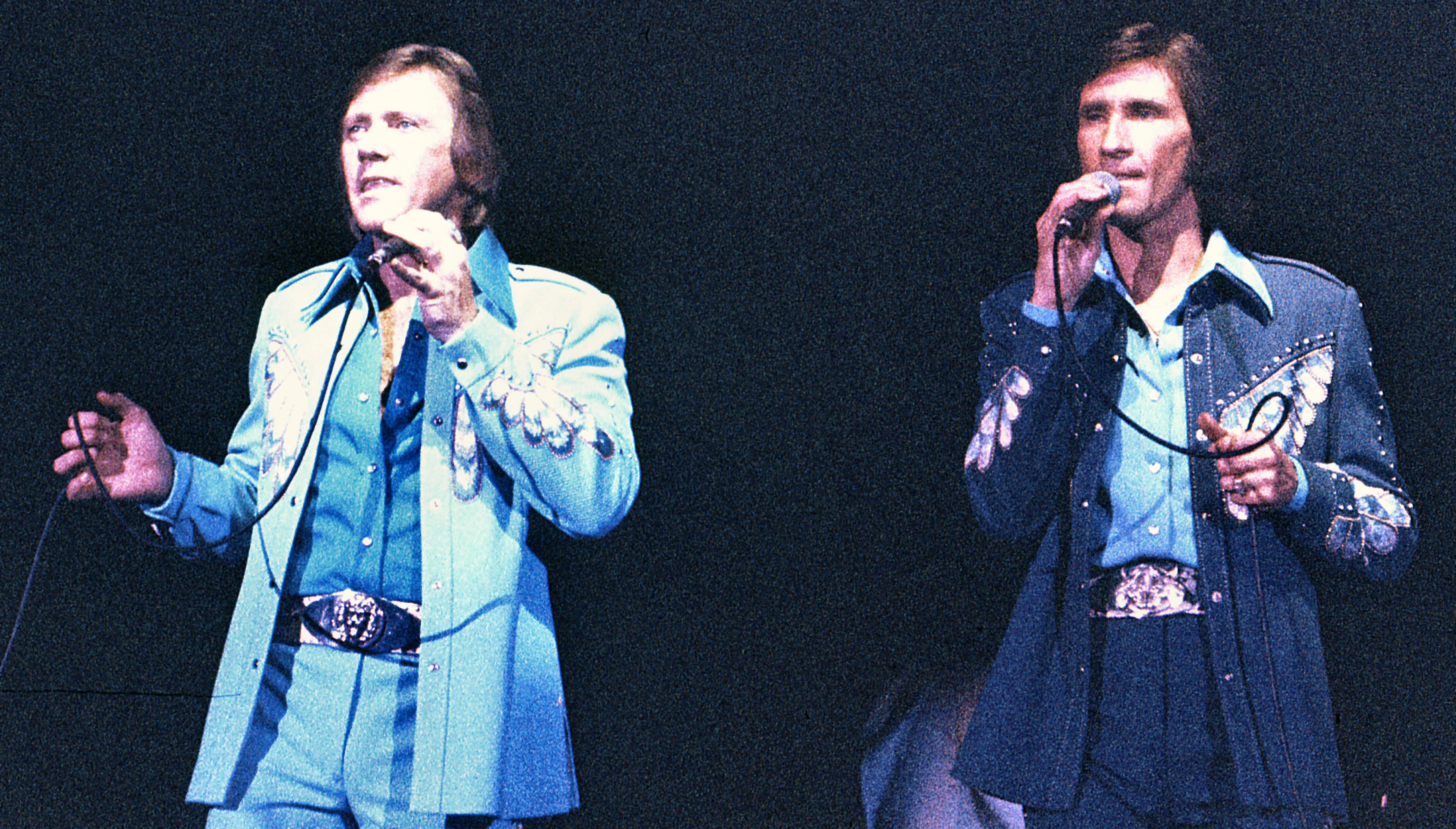
The Righteous Brothers, en av de tidiga artisterna som mest nära förknippas med blue-eyed soul.

Blue-eyed soul även kallad white soul är ett begrepp som används för att beskriva R&B och soulmusik som framförs av vita artister. Den som först myntade begreppet "Blue-eyed soul" sägs vara den legendariske DJ:n och "civil rights"-aktivisten Georgie Woods, som använde termen under sina radiosändningar på 60-talet för att låta sina lyssnare veta vilken hudfärg sångaren hade, om det var så att sångaren kunde passera som afroamerikan. Skillnaden är inte stor mellan Blue-eyed Soul och afroamerikansk soul och båda tar upp ämnen såsom kärlek, romans och sorg.

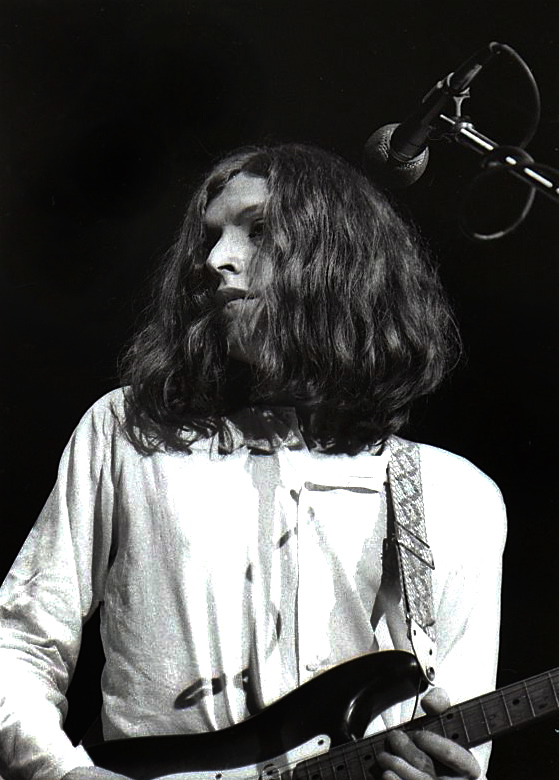
Steve Winwood uppträder med Traffic, 1973

## Relaterade genrer och kännetecken
Genrens ursprung kommer från afroamerikansk soul som influerade vita artister, vilket bidrog till att subgenren blue-eyed soul skapades. I grund och botten är det soul spelad av vita artister, men för att särskilja den äkta soulen, som spelades av svarta så gav man denna typ av musik ett nytt namn. Även om det är soulmusiken som ligger grund till genren så blandas influenser ifrån pop och R&B flitigt in i. Till en början  användes instrument som elgitarr, elbas, trummor och piano, med undantag för andra instrument såsom Hammondorgel, keyboard och blåsinstrument. Soulens sound är präglat av en blandning mellan gospel, R&B och rock n' roll, vilket avgör vilka instrument som används. Under 80-talet, då blue-eyed soul tog till influenser av popmusik med band som Hall & Oates, så användes synthesizer, trummaskiner och ljudeffekter i 80-talsstil. I dagens nlue-eyed soul med artister som Adele ligger pianot som instrumentet i fokus med lugna melodier och kraftfulla vokala insatser i refrängen. 

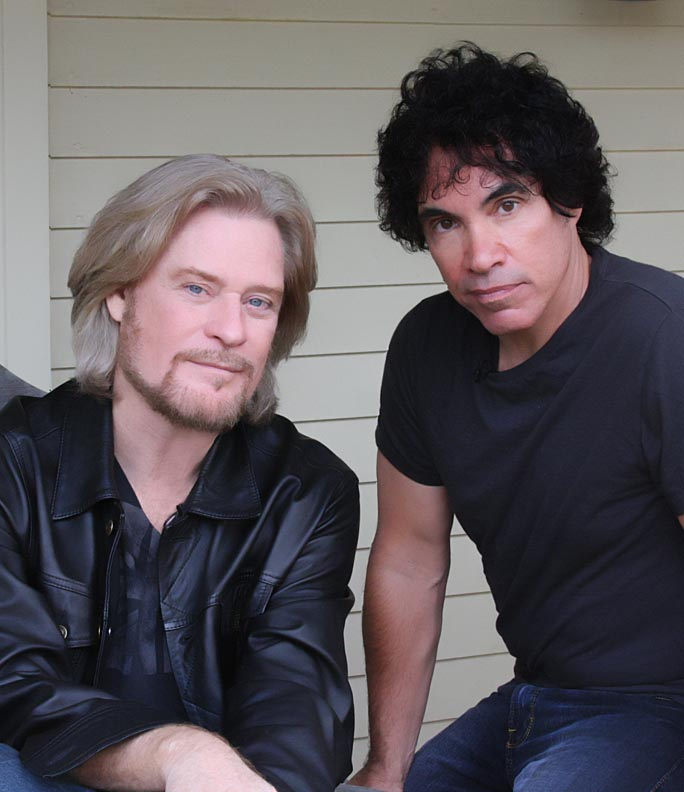
Duon Hall & Oates.

## Historia
Vid det sena 1950-talet i det segregerade USA, började vita artister göra sina egna versioner av de svartas musik. "Carolina beach music" var en tidig manifestation av Blue-eyed Soul, med band som The Allman Brothers. Tidigt 60-tal gav DJ:n Georgie Woods den nya genren sin titel, och år 1964 släppte bandet The Righteous Brothers sitt album vid namn "Some Blue Eyed soul". Soundet tog sig över Atlanten och brittiska artister som Dusty Springfield och Tom Jones gav soulen sin egen tappning. Blue-eyed Soul hade vid denna tidpunkt förankrat sig och populariteten var på sin topp så att Motown började signera vita artiser med Chris Clark som den första. Det uppstod dock motsträvighet gentemot de vita artister som var aktiva inom soulen och artisterna blev anklagade för att vara oäkta. Sångaren Mick Jagger fick till exempel stämpeln "plastic soul" som ett sätt att visa att han inte var en äkta soulsångare. År 1975 blev dock bandet Tower of Power och artisten David Bowie inbjudna till tv-programmet Soul Train, vilket bevisade att genren blivit accepterad hos skaparna av soulen.

Från det sena 70-talet from till tidigt 2000-tal så sjönk populariteten för Blue-eyed soul i samband med att populariteten för vanlig soul sjönk. Det fanns dock undantag och artister som Teena Marie under 80-talet och Jon B. under 90-talet fann popularitet med denna typ av musik. I mitten av 2000-talet fick Blue-eyed Soul ett uppsving delvis tack vare ett antal europeiska samt brittiska artister blev verksamma inom denna genre. Artister som Amy Winehouse, Duffy, Joss Stone och Adele gav popularitet till genren igen.

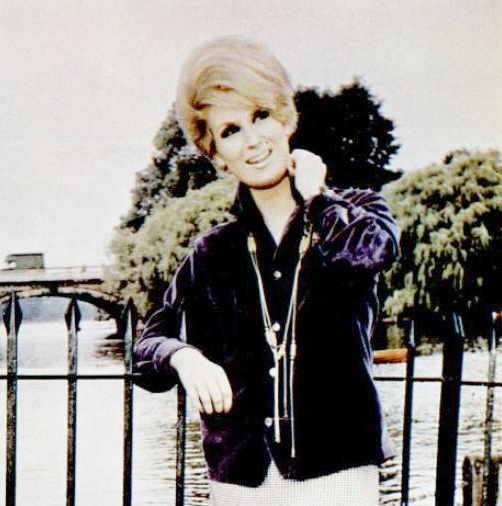
Dusty Springfield år 1966.

Namnet Blue-eyed soul samt white soul var ett tag ett laddat namn och många ansåg att det hade en rasistiskt användning. Det var även känt som ett namn för att urskilja personer som inte var äkta soulartister.

## Artister (i urval)
- The Righteous Brothers[5]
- The Rascals
- Spencer Davis Group
- Steve Winwood
- Them (musikgrupp)
- Van Morrison
- The Grass Roots
- Rick Astley
- Hamilton, Joe Frank & Reynolds
- The Box Tops
- Boz Scaggs
- Bobby Caldwell
- Hall & Oates
- Climax Blues Band
- Dusty Springfield
- Dr. Hook
- Atlanta Rhythm Section
- Teena Marie
- Tower of Power
- Tom Jones
- Adele
- Amy Winehouse
- Joe Cocker
- Joss Stone